# Gabinet de govern d'Àustria 1990-1994
El tercer govern de Franz Vranitzky va començar el 17 de desembre de 1990, i va acabar el 29 de novembre de 1994. Fou un govern de coalició del Partit Socialdemòcrata d'Àustria (SPÖ) i del Partit Popular d'Àustria (ÖVP).
| XVIII Legislatura (17-12-1990/29-11-1994) |
| Canceller: Franz Vranitzky (SPÖ)          |

| Ministeri Federal                                     | Titulars                                 | Titulars                                                        | Titulars                                                        | Titulars                                                        | Titulars                                                        | Titulars                                                        | Titulars                                                        | Titulars                                  | Titulars                                  |                        |
| ----------------------------------------------------- | ---------------------------------------- | --------------------------------------------------------------- | --------------------------------------------------------------- | --------------------------------------------------------------- | --------------------------------------------------------------- | --------------------------------------------------------------- | --------------------------------------------------------------- | ----------------------------------------- | ----------------------------------------- | ---------------------- |
| Ministeri Federal                                     | 17 de desembre de 1990                   | 1 de febrer de 1991                                             | 5 de març de 1991                                               | 2 de juliol de 1991                                             | 22 d'octubre de 1991                                            | 3 d'abril de 1992                                               | 25 de novembre de 1992                                          | 17 de març de 1994                        | 17 de novembre de 1994                    | 17 de novembre de 1994 |
| Vicecanceller, Federalisme i Reformes Administratives | Josef Riegler (ÖVP) fins al 02.07.91     | Josef Riegler (ÖVP) fins al 02.07.91                            | Josef Riegler (ÖVP) fins al 02.07.91                            |                                                                 |                                                                 |                                                                 |                                                                 |                                           |                                           |                        |
| Vicecanceller, Ciència i Recerca                      |                                          |                                                                 |                                                                 | Erhard Busek (ÖVP) des del 02.07.91                             | Erhard Busek (ÖVP) des del 02.07.91                             | Erhard Busek (ÖVP) des del 02.07.91                             | Erhard Busek (ÖVP) des del 02.07.91                             | Erhard Busek (ÖVP) des del 02.07.91       | Erhard Busek (ÖVP) des del 02.07.91       |                        |
| Afers Exteriors                                       | Alois Mock (ÖVP)                         | Alois Mock (ÖVP)                                                | Alois Mock (ÖVP)                                                | Alois Mock (ÖVP)                                                | Alois Mock (ÖVP)                                                | Alois Mock (ÖVP)                                                | Alois Mock (ÖVP)                                                | Alois Mock (ÖVP)                          | Alois Mock (ÖVP)                          |                        |
| Treball i Afers Socials                               | Josef Hesoun (SPÖ)                       | Josef Hesoun (SPÖ)                                              | Josef Hesoun (SPÖ)                                              | Josef Hesoun (SPÖ)                                              | Josef Hesoun (SPÖ)                                              | Josef Hesoun (SPÖ)                                              | Josef Hesoun (SPÖ)                                              | Josef Hesoun (SPÖ)                        | Josef Hesoun (SPÖ)                        |                        |
| Finances                                              | Ferdinand Lacina (SPÖ)                   | Ferdinand Lacina (SPÖ)                                          | Ferdinand Lacina (SPÖ)                                          | Ferdinand Lacina (SPÖ)                                          | Ferdinand Lacina (SPÖ)                                          | Ferdinand Lacina (SPÖ)                                          | Ferdinand Lacina (SPÖ)                                          | Ferdinand Lacina (SPÖ)                    | Ferdinand Lacina (SPÖ)                    |                        |
| Federalisme i Reformes Administratives                |                                          |                                                                 |                                                                 | Josef Riegler (ÖVP) des del 02.07.91 fins al 22.10.91           | Jürgen Weiss (ÖVP) des del 22.10.91                             | Jürgen Weiss (ÖVP) des del 22.10.91                             | Jürgen Weiss (ÖVP) des del 22.10.91                             | Jürgen Weiss (ÖVP) des del 22.10.91       | Jürgen Weiss (ÖVP) des del 22.10.91       |                        |
| Afers de la Dona                                      | Johanna Dohnal (SPÖ)                     | Johanna Dohnal (SPÖ)                                            | Johanna Dohnal (SPÖ)                                            | Johanna Dohnal (SPÖ)                                            | Johanna Dohnal (SPÖ)                                            | Johanna Dohnal (SPÖ)                                            | Johanna Dohnal (SPÖ)                                            | Johanna Dohnal (SPÖ)                      | Johanna Dohnal (SPÖ)                      |                        |
| Salut, Esport i Consum                                | Harald Ettl (SPÖ) fins al 01.02.91       | Michael Ausserwinkler (SPÖ) des del 01.02.91 i fins al 17.03.94 | Michael Ausserwinkler (SPÖ) des del 01.02.91 i fins al 17.03.94 | Michael Ausserwinkler (SPÖ) des del 01.02.91 i fins al 17.03.94 | Michael Ausserwinkler (SPÖ) des del 01.02.91 i fins al 17.03.94 | Michael Ausserwinkler (SPÖ) des del 01.02.91 i fins al 17.03.94 | Michael Ausserwinkler (SPÖ) des del 01.02.91 i fins al 17.03.94 | Christa Krammer (SPÖ) des del 17.03.94    | Christa Krammer (SPÖ) des del 17.03.94    |                        |
| Interior                                              | Franz Löschnak (SPÖ)                     | Franz Löschnak (SPÖ)                                            | Franz Löschnak (SPÖ)                                            | Franz Löschnak (SPÖ)                                            | Franz Löschnak (SPÖ)                                            | Franz Löschnak (SPÖ)                                            | Franz Löschnak (SPÖ)                                            | Franz Löschnak (SPÖ)                      | Franz Löschnak (SPÖ)                      |                        |
| Justícia                                              | Nikolaus Michalek (Cap, Ind.)            | Nikolaus Michalek (Cap, Ind.)                                   | Nikolaus Michalek (Cap, Ind.)                                   | Nikolaus Michalek (Cap, Ind.)                                   | Nikolaus Michalek (Cap, Ind.)                                   | Nikolaus Michalek (Cap, Ind.)                                   | Nikolaus Michalek (Cap, Ind.)                                   | Nikolaus Michalek (Cap, Ind.)             | Nikolaus Michalek (Cap, Ind.)             |                        |
| Agricultura i Silvicultura                            | Franz Fischler (ÖVP) fins al 17.11.94    | Franz Fischler (ÖVP) fins al 17.11.94                           | Franz Fischler (ÖVP) fins al 17.11.94                           | Franz Fischler (ÖVP) fins al 17.11.94                           | Franz Fischler (ÖVP) fins al 17.11.94                           | Franz Fischler (ÖVP) fins al 17.11.94                           | Franz Fischler (ÖVP) fins al 17.11.94                           | Franz Fischler (ÖVP) fins al 17.11.94     | Jürgen Weiss (ÖVP) des del 17.11.94       |                        |
| Economia Pública i Transports                         | Rudolf Streicher (SPÖ) fins al 03.04.92  | Rudolf Streicher (SPÖ) fins al 03.04.92                         | Rudolf Streicher (SPÖ) fins al 03.04.92                         | Rudolf Streicher (SPÖ) fins al 03.04.92                         | Rudolf Streicher (SPÖ) fins al 03.04.92                         | Viktor Klima (SPÖ) des del 03.04.92                             | Viktor Klima (SPÖ) des del 03.04.92                             | Viktor Klima (SPÖ) des del 03.04.92       | Viktor Klima (SPÖ) des del 03.04.92       |                        |
| Defensa                                               | Werner Fasslabend (ÖVP)                  | Werner Fasslabend (ÖVP)                                         | Werner Fasslabend (ÖVP)                                         | Werner Fasslabend (ÖVP)                                         | Werner Fasslabend (ÖVP)                                         | Werner Fasslabend (ÖVP)                                         | Werner Fasslabend (ÖVP)                                         | Werner Fasslabend (ÖVP)                   | Werner Fasslabend (ÖVP)                   |                        |
| Medi Ambient, Joventut i Família                      | Marilies Flemming (ÖVP) fins al 05.03.91 | Marilies Flemming (ÖVP) fins al 05.03.91                        | Ruth Feldgrill-Zankel (ÖVP) des del 05.03.91 i fins al 25.11.92 | Ruth Feldgrill-Zankel (ÖVP) des del 05.03.91 i fins al 25.11.92 | Ruth Feldgrill-Zankel (ÖVP) des del 05.03.91 i fins al 25.11.92 | Ruth Feldgrill-Zankel (ÖVP) des del 05.03.91 i fins al 25.11.92 | Maria Rauch-Kallat (ÖVP) des del 25.11.92                       | Maria Rauch-Kallat (ÖVP) des del 25.11.92 | Maria Rauch-Kallat (ÖVP) des del 25.11.92 |                        |
| Educació i Arts                                       | Rudolf Scholten (SPÖ)                    | Rudolf Scholten (SPÖ)                                           | Rudolf Scholten (SPÖ)                                           | Rudolf Scholten (SPÖ)                                           | Rudolf Scholten (SPÖ)                                           | Rudolf Scholten (SPÖ)                                           | Rudolf Scholten (SPÖ)                                           | Rudolf Scholten (SPÖ)                     | Rudolf Scholten (SPÖ)                     |                        |
| Afers Econòmics                                       | Wolfgang Schüssel (ÖVP)                  | Wolfgang Schüssel (ÖVP)                                         | Wolfgang Schüssel (ÖVP)                                         | Wolfgang Schüssel (ÖVP)                                         | Wolfgang Schüssel (ÖVP)                                         | Wolfgang Schüssel (ÖVP)                                         | Wolfgang Schüssel (ÖVP)                                         | Wolfgang Schüssel (ÖVP)                   | Wolfgang Schüssel (ÖVP)                   |                        |
| Ciència i Recerca                                     | Erhard Busek (ÖVP) fins al 02.07.91      | Erhard Busek (ÖVP) fins al 02.07.91                             | Erhard Busek (ÖVP) fins al 02.07.91                             |                                                                 |                                                                 |                                                                 |                                                                 |                                           |                                           |                        |

| Secretaris d'Estat | Titulars                                    | Titulars                                 | Titulars                               | Titulars          |
| ------------------ | ------------------------------------------- | ---------------------------------------- | -------------------------------------- | ----------------- |
| Secretaris d'Estat | 17 de desembre de 1990                      | 22 d'octubre de 1991                     | 3 d'abril de 1992                      | 3 d'abril de 1992 |
| Cancelleria        | Peter Jankowitsch (SPÖ) fins al 03.04.92    | Peter Jankowitsch (SPÖ) fins al 03.04.92 | Brigitte Ederer (SPÖ) des del 03.04.92 |                   |
| Cancelleria        | Peter Kostelka (SPÖ)                        |                                          |                                        |                   |
| Finances           | Günter Stummvoll (ÖVP) fins al del 22.10.91 | Johannes Ditz (ÖVP) des del 22.10.91     | Johannes Ditz (ÖVP) des del 22.10.91   |                   |
| Afers Econòmics    | Maria Fekter (ÖVP)                          | Maria Fekter (ÖVP)                       | Maria Fekter (ÖVP)                     |                   |